# 布滕维森
布滕维森是德国巴伐利亚州的一个市镇。总面积59.49平方公里，总人口5703人，其中男性2939人，女性2764人（2011年12月31日），人口密度96人/平方公里。